# Sant’Antonino di Saluggia
Sant’Antonino di Saluggia (wł. Stazione di Sant’Antonino di Saluggia) – stacja kolejowa w Livorno Ferraris, w prowincji Vercelli, w regionie Piemont, we Włoszech. Znajduje się na linii Turyn – Mediolan.
Według klasyfikacji RFI ma kategorię brązową.

## Linie kolejowe
- Turyn – Mediolan